# Kemper Building (Chicago)
Het Kemper Building is een wolkenkrabber in Chicago, Verenigde Staten. De bouw van het kantoorgebouw begon in 1960 en werd in 1962 voltooid.

## Ontwerp
Het Kemper Building is 159,9 meter hoog en telt 41 verdiepingen. Het is door Shaw, Metz and Associates in modernistische stijl ontworpen en heeft een marmeren gevel.

In de jaren negentig werd de lobby van het gebouw door Lucien Lagrange gerenoveerd met kleurrijke tegels. Bij de voltooiing was dit het hoogste kantoorgebouw met een marmeren geven ter wereld.